# Braderup
Braderup település Németországban, Schleswig-Holstein tartományban. Lakosainak száma 673 fő (2023. december 31.).

## Népesség
A település népességének változása:
| Lakosok száma | 604  | 663  | 657  | 670  | 675  | 673  |
|               | 1975 | 2017 | 2019 | 2021 | 2022 | 2023 |